# División de Sibi
La división de Sibi (en urdu : سبی ڈویژن) es una subdivisión administrativa de la provincia de Baluchistán en Pakistán. Cuenta con un millón de habitantes en 2017, y su capital es Sibi.
Como todas las divisiones pakistaníes, fue derogada en 2000 y luego restablecida en 2008.
La división reagrupa los distritos siguientes:
- Dera Bugti
- Harnai
- Kohlu
- Lehri
- Sibi
- Ziarat